# Cetniewo
Cetniewo (kaszb. Cétniéwò) – część miasta i dzielnica miasta Władysławowa, mająca charakter turystyczny.
W dzielnicy znajduje się Ośrodek Przygotowań Olimpijskich.
Wieś biskupstwa włocławskiego w powiecie puckim województwa pomorskiego w II połowie XVI wieku.

## Samorząd pomocniczy
Samorząd Władysławowa utworzył jednostkę pomocniczą – dzielnicę „Cetniewo”. Organem uchwałodawczym dzielnicy jest zebranie mieszkańców. Organem wykonawczym jest przewodniczący zarządu dzielnicy. Dodatkowo organem pomocniczym dla przewodniczącego jest zarząd dzielnicy, który łącznie z nim liczy od 4 do 7 członków. Przewodniczący i jego zarząd są wybierani przez wyborcze zebranie mieszkańców.
W 1994 r. jednostka obejmowała obszar miasta od parku do SHR Cetniewo włącznie z ulicami: Cetniewska, Długa, Drogowców, Gawędy, Harcerska, Jachtowa, Kapitańska, Komandorska, Kotwiczna, Krótka, Kasztanowa, Morenowa, Nawigacyjna, Ogrodowa, Parkowa, Róży Wiatrów, Sterowa, Stoczniowców, Szarych Szeregów, Skautów, Słoneczna, Żeromskiego (lewa i prawa strona od nr 24–50 i 29–39), Zawiszy, Zuchów, SHR Cetniewo, Poczernino.

## Historia

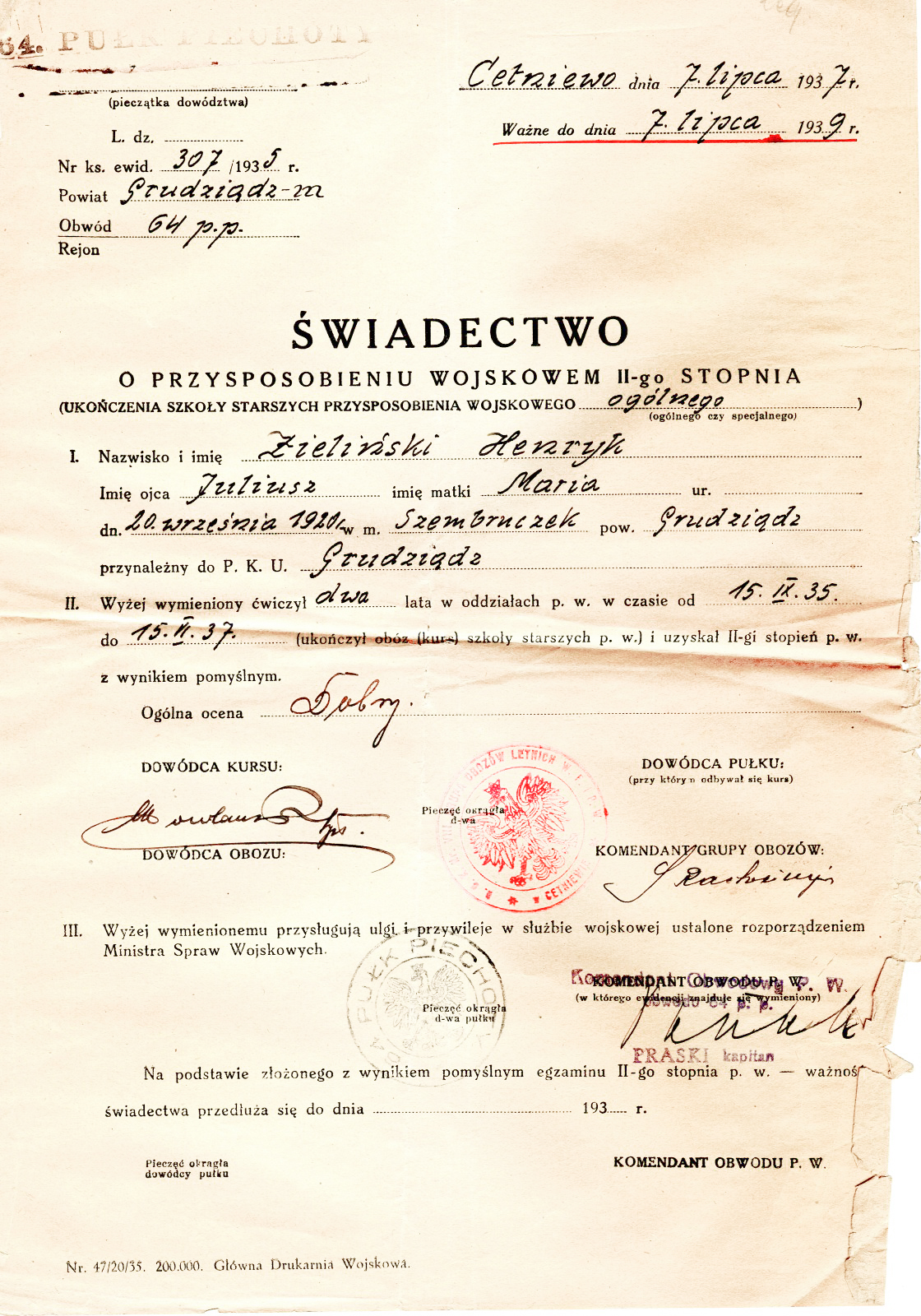
Świadectwo ukończenia szkoły przysposobienia wojskowego

Niegdyś Cetniewo było wsią i majątkiem ziemskim. W przekazie z 1277 r. wymienione jest jako Cetnouo, później Cetnewo, Czytniewo, Cetnowo, kaszb. Cétniewò, Cétniéwò, Cetnowò, niem. Cettnau. Według spisu powszechnego z 1921 r. w obszarze dworskim Cetniewo mieszkały 63 osoby. Od 1951 r. osiedle nosi oficjalną nazwę Cetniewo.
W dwudziestoleciu międzywojennym w Cetniewie zlokalizowany był obóz wojskowy dla młodzieży, tzw. Szkoła Starszych Przysposobienia Wojskowego. Przeznaczona była dla chłopców w wieku 15–17 lat i odbywała się w miesiącach letnich, po zakończeniu roku szkolnego.
W 2014 r. władze Władysławowa wystąpiły do Komisji Nazw Miejscowości i Obiektów Fizjograficznych o zniesienie nazwy Cetniewo.

## Ośrodek Przygotowań Olimpijskich
W dawnym Centralnym Ośrodku Sportu im. Feliksa Stamma (obecnie Ośrodku Przygotowań Olimpijskich) wielokrotnie odbywały się imprezy sportowe wysokiej rangi, m.in.:
- Mistrzostwa Europy w podnoszeniu ciężarów w 1991 i 2006 roku,
- Mistrzostwa Europy w Piłce Siatkowej Juniorów,
- Mistrzostwa Europy Kadetek w koszykówce.

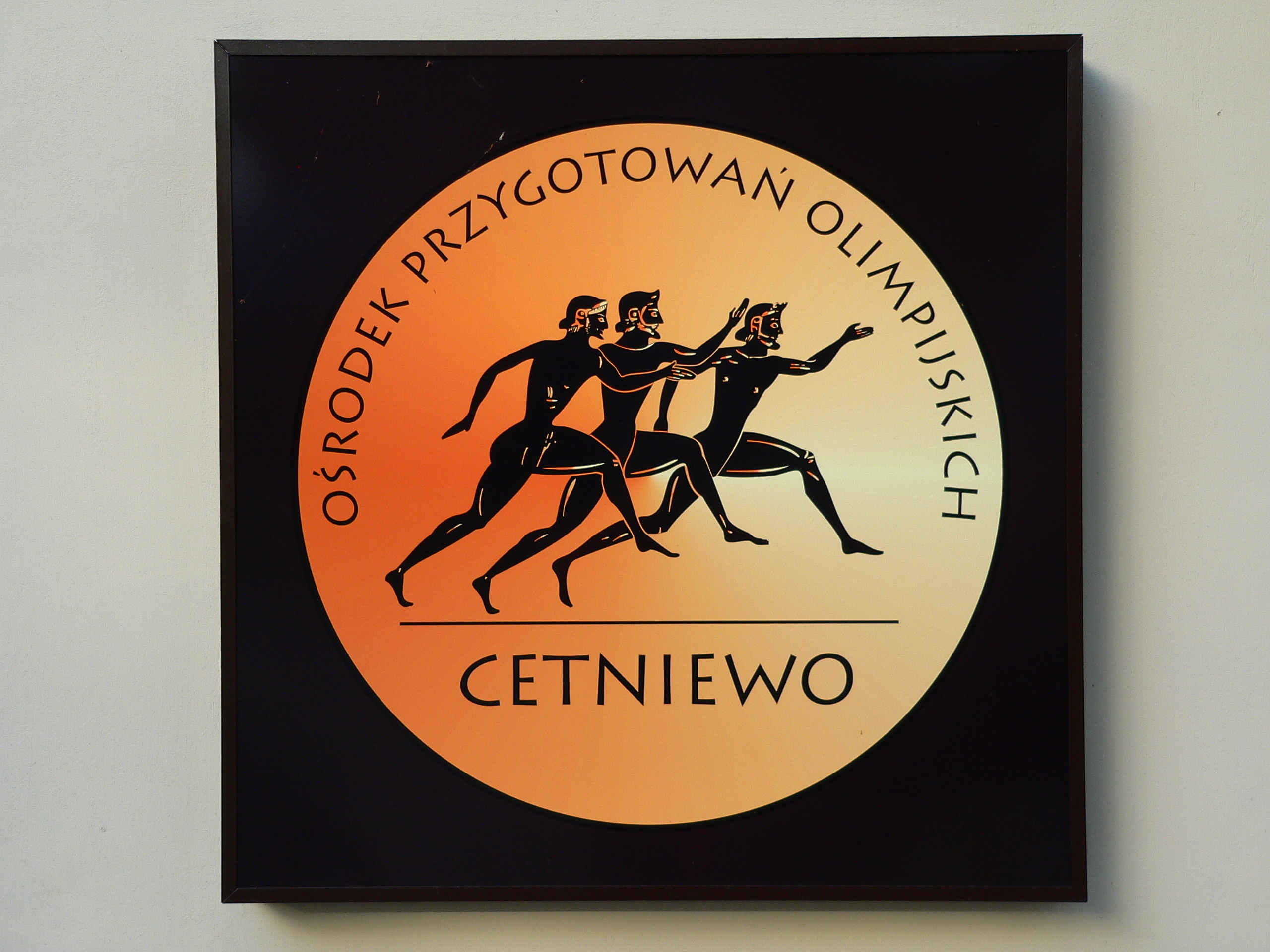
Znak ośrodka przy wejściu od ul. Żeromskiego
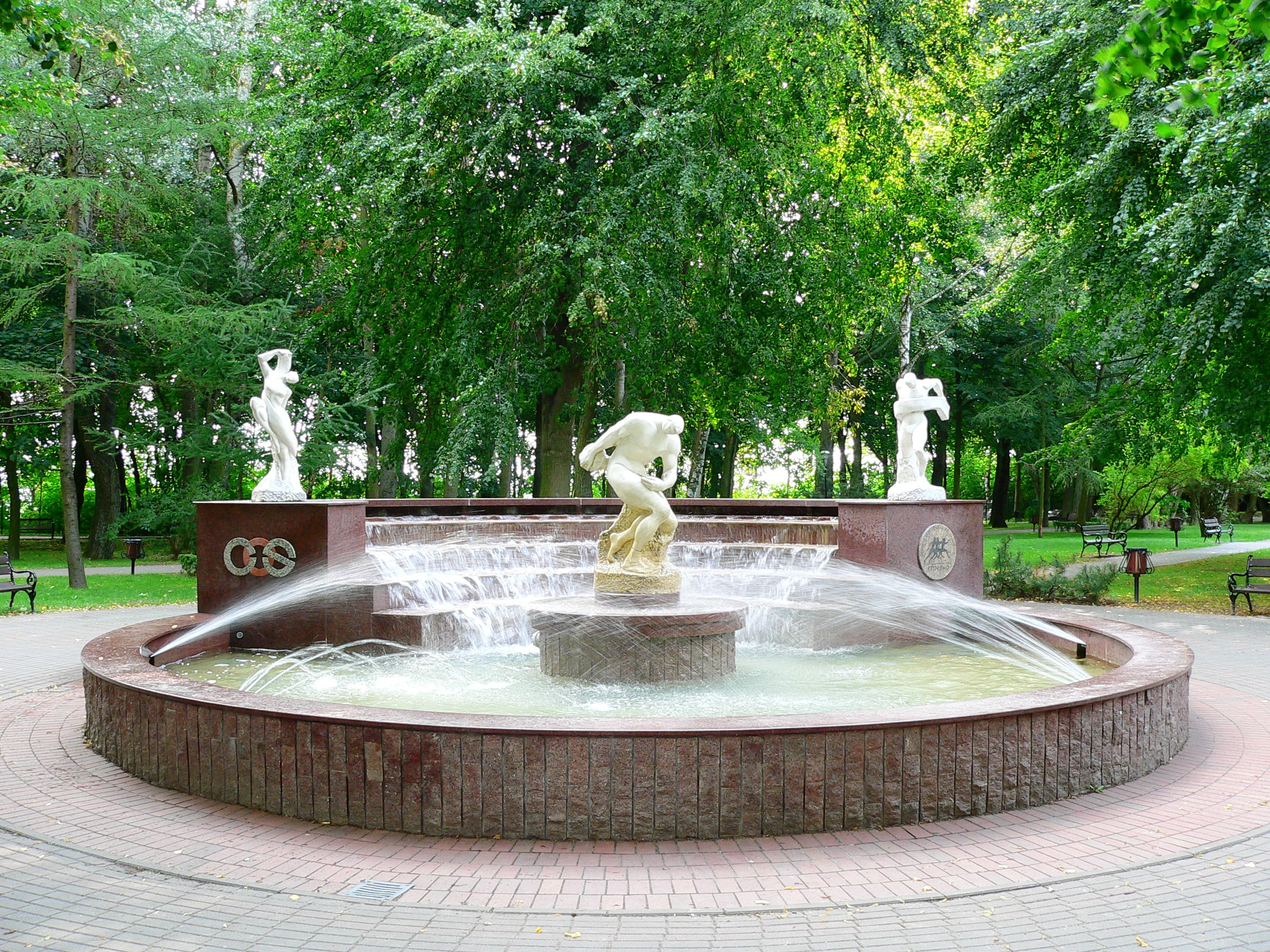
Fontanna w parku
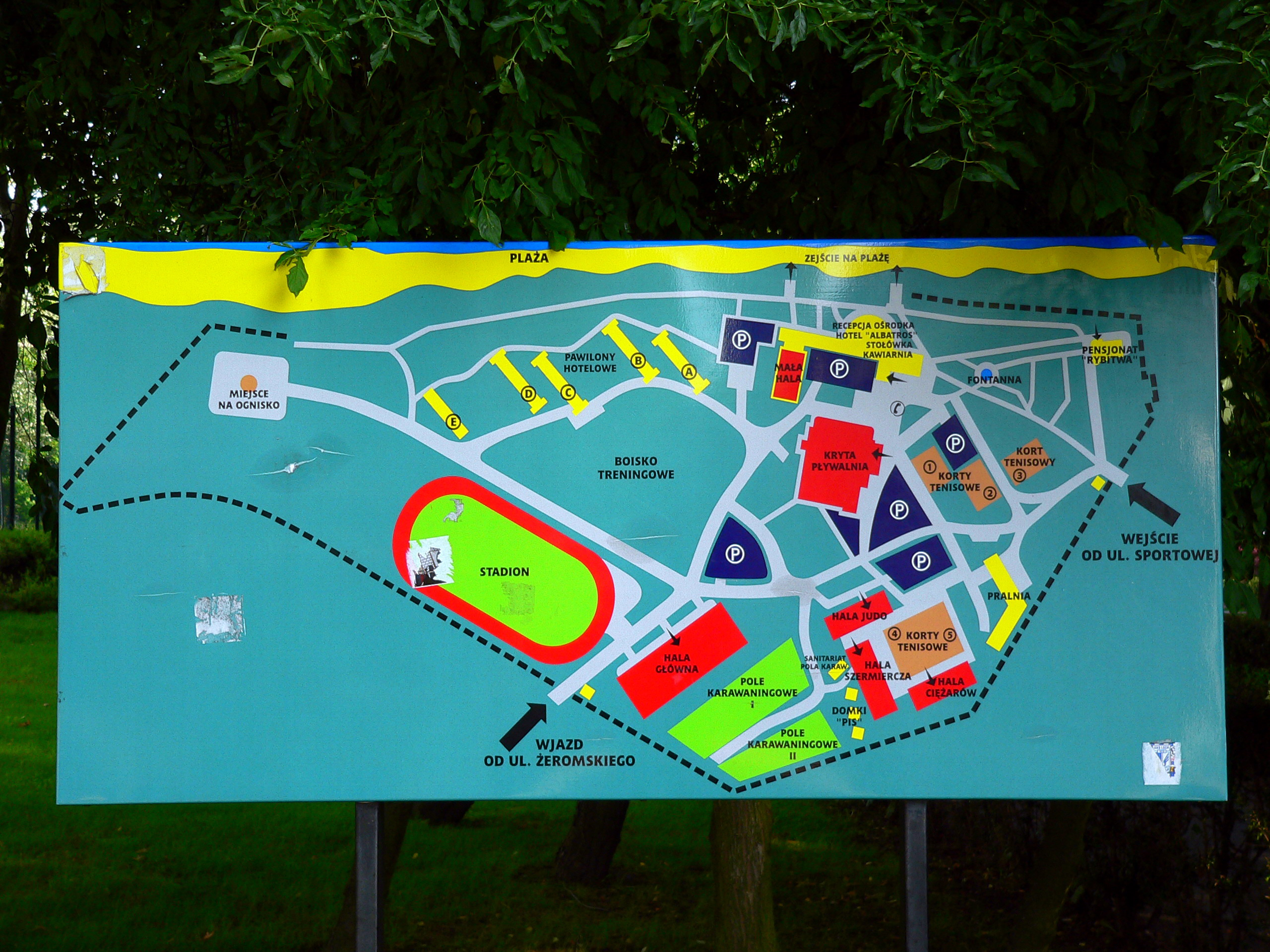
Plan ośrodka
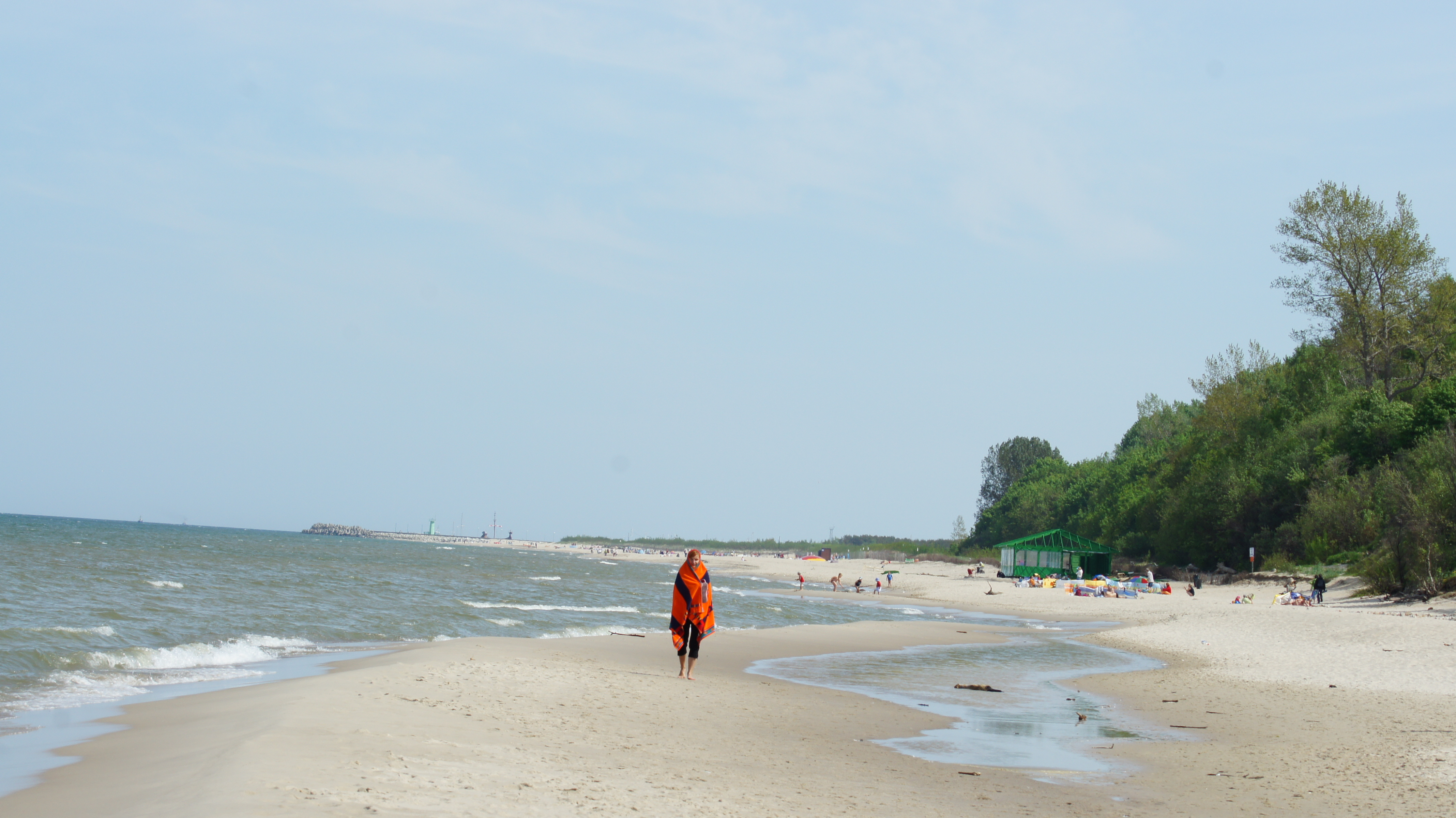
Plaża koło Cetniewa